# JPT日本語能力試驗
JPT日本語能力試驗（ジェイピーティーにほんごのうりょくしけん）是韓國YBM公司（韓國托益委員會）主辦、以非日本語母語者為對象的日本語能力考試，獲得日本政府法務省出入國在留管理廳認證，自1985年起舉行。

## 舉辦地點
- 日本、韓國，以及包括中國、臺灣、港澳地區、東南亞等多國。

## JPT與日本語能力試驗（JLPT）的等級比較
- JPT考試的滿分為990分
  - JPT考獲660分以上，相當於JLPT N1
  - JPT考獲525分以上，相當於JLPT N2
  - JPT考獲430分以上，相當於JLPT N3
  - JPT考獲375分以上，相當於JLPT N4
  - JPT考獲315分以上，相當於JLPT N5

## 外部連結
- 官方網站（日語）
- 官方網站 （页面存档备份，存于）